# Stacey Hayes
Stacey Hayes (Londra, 10 agosto 1976) è un'attrice britannica.

## Filmografia

### Televisione
- MANswers (7 episodi, 2007-2008)
- Gene Simmons Family Jewels (1 episodio, 2006)
- M80 (1 episodio, 2006)
- Las Vegas (1 episodio, 2005)
- Passions (2 episodio, 2002)
- The Tonight Show with Jay Leno (1 episodio, 2000)
- Pajama Party (13 episodi, 2000)
- Sunset Beach (1 episodio, 1999)
- Lingo (2 episodi, 2003-2006)
- Howard Stern (2 episodi, 2005)
- The Real Roseanne Show (1 episodio, 2003)
- Talk Soup (1 episodio, 2001)

### Film
- Casting Ripe Live (2005)
- Sunset Strip (2000)
- The Debtors  (1999)
- Ghosts of the Abyss  (2003) (vooce)

### Videogame
- Cool Girl (2004) (VG)
- Road Rash  (1997) (VG)